# Maximiliano Laso
Maximiliano Andres Laso (Buenos Aires, 17 febbraio 1988) è un calciatore argentino, centrocampista del La Solana.

## Carriera
Ha giocato nella massima serie dei campionati argentino e cipriota.